# Matías de Porres
Matías de Porres o Porras (n. Toledo, década de 1560) fue un médico español. Escribió su obra en el virreinato del Perú.

## Biografía
Natural de Toledo según declaró él mismo, debió nacer en la década de 1560. Se formó en la Universidad de Salamanca, donde fue discípulo de Diego Ruiz Ochoa, catedrático de Prima de Medicina y médico de cámara real. Quizá favorecido por estos contactos según Mar Rey Bueno, el 11 de julio de 1588 juró como médico de familia de Felipe II. También fue designado médico de cámara de Francisco de Borja y Aragón, príncipe de Esquilache, cuando este fue nombrado virrey del Perú; recibió autorización para viajar a América con él el 22 de marzo de 1615.
Matías de Porres llegó a Lima, junto al resto de la comitiva virreinal, a mediados de 1615. Su adaptación a la nueva ciudad se vio facilitada por Melchor de Amusco, quien ejercía las funciones de protomédico del virreinato desde comienzos del siglo xvii y lo acogió en su casa hasta que encontró alojamiento. Fue Luis del Valle, amigo de Amusco, quien le encomendó la tarea de asistir a Porres en sus primeros momentos en Lima. Además de atender la salud del virrey, investigó acerca del temperamento de la tierra y la calidad del aire y las aguas limeñas. Poco antes de regresar a España, publicó un opúsculo de treinta páginas llamado Breves advertencias para bever frío con nieve (Lima, 1621), práctica muy popular en la península ibérica e introducida en Lima a principios de siglo, además de ser una controversia médica sobre la que también escribieron Francisco Franco y Nicolás Monardes. Las páginas finales las dedicó a hacer una breve aproximación a la farmacopea peruana como adelanto de la obra que estaba escribiendo, que habría sido titulada Concordancias medicinales de entrambos mundos, de la que no existe constancia de que hubiera sido finalmente impresa.